# Benetton B193
Chronologie des modèles (1993)
Benetton B192 Benetton B194
La Benetton B193 est une monoplace de Formule 1 engagée par l'écurie britannique Benetton Formula pour les deux premiers Grands Prix du championnat du monde de Formule 1 1993 avant d'être remplacée par la B193B pour le reste de la saison. Elle est pilotée par l'Allemand Michael Schumacher, présent dans l'écurie depuis 1991, et l'Italien Riccardo Patrese, en provenance de l'écurie Williams F1 Team.

## Historique
Lors du Grand Prix inaugural, disputé en Afrique du Sud, Michael Schumacher se qualifie en troisième position à 1,5 seconde d'Alain Prost et Ayrton Senna alors que Riccardo Patrese réalise le septième temps à 2,9 secondes du Français. En course, si l'Allemand se bat pour le podium, il abandonne au trente-neuvième tour à la suite d'un tête-à-queue, alors que Patrese, ayant récupéré la troisième place de son coéquipier après son abandon, sort de la piste sept boucles plus tard,,.
Au Brésil, Schumacher, qualifié en quatrième position, termine troisième de l'épreuve et signe le meilleur tour en course. Riccardo Patrese, élancé depuis la sixième place sur la grille, abandonne à nouveau au bout de trois tours en raison d'une défaillance de suspensions,,.
Dès la manche suivante, disputé à Donington Park, Benneton aligne une version B de sa B193, qui permet à Patrese de marquer les deux points de la cinquième place sur le circuit britannique. Lors des deux épreuves suivantes, Schumacher obtient deux podiums et un meilleur tour en course en Espagne. À Monaco, Schumacher, qualifié en deuxième position derrière Alain Prost, prend la tête de la course au douzième tour, mais abandonne vingt boucles plus loin sur casse de sa suspension, tandis que Patrese, sixième sur la grille, abandonne au cinquante-troisième tour en raison d'une défaillance de son moteur Ford-Cosworth,,.
Les quatre manches suivantes permettent à Schumacher de monter à chaque fois sur le podium et d'obtenir un meilleur tour en course au Canada, en France et en Allemagne, tandis que Riccardo Patrese profite de la panne d'essence d'Ayrton Senna survenue au dernier tour du Grand Prix de Grande-Bretagne pour décrocher son premier podium de la saison,,,.
En Hongrie, Schumacher, qualifié en troisième position, abandonne au vingt-sixième tour en raison d'une problème de pompe à essence, tandis que son coéquipier, élancé depuis la cinquième place sur la grille, termine deuxième de l'épreuve, obtenant son trente-septième et dernier podium de sa carrière,,,. En Belgique, l'Allemand termine deuxième alors que Patrese termine dans les points, tout comme en Italie, où Schumacher abandonne au vingt-et-unième tour à la suite d'une panne moteur, alors qu'il occupait la deuxième place,.
Lors du Grand Prix du Portugal, Schumacher, qualifié en sixième position à 1,9 seconde du détenteur de la pole position, Damon Hill, gagne une place au premier tour et se retrouve deuxième au vingtième tour avant d'être dépassé par Hill deux boucles plus loin. Au trentième tour, l'Allemand prend le meilleur sur les deux pilotes Williams et la tête de la course, qu'il conserve jusqu'à la ligne d'arrivée, obtenant ainsi sa deuxième victoire en Formule 1. Riccardo Patrese, parti septième, termine seizième, notamment à cause d'un accrochage avec le pilote Footwork Racing Derek Warwick, survenu au soixante-troisième tour,,.
Les deux dernières courses de la saison sont moins fructueuses pour l'écurie britannique, qui ne voit aucun de ses pilotes rallier l'arrivée, notamment à cause d'accrochages et de défaillances moteur,.
Benetton Formula, avec 72 points, obtient la troisième place du championnat du monde des constructeurs. Michael Schumacher se classe quatrième du championnat des pilotes avec 52 points tandis que Riccardo Patrese, qui quitte la discipline, est cinquième avec 20 unités,.

## Résultats en championnat du monde de Formule 1

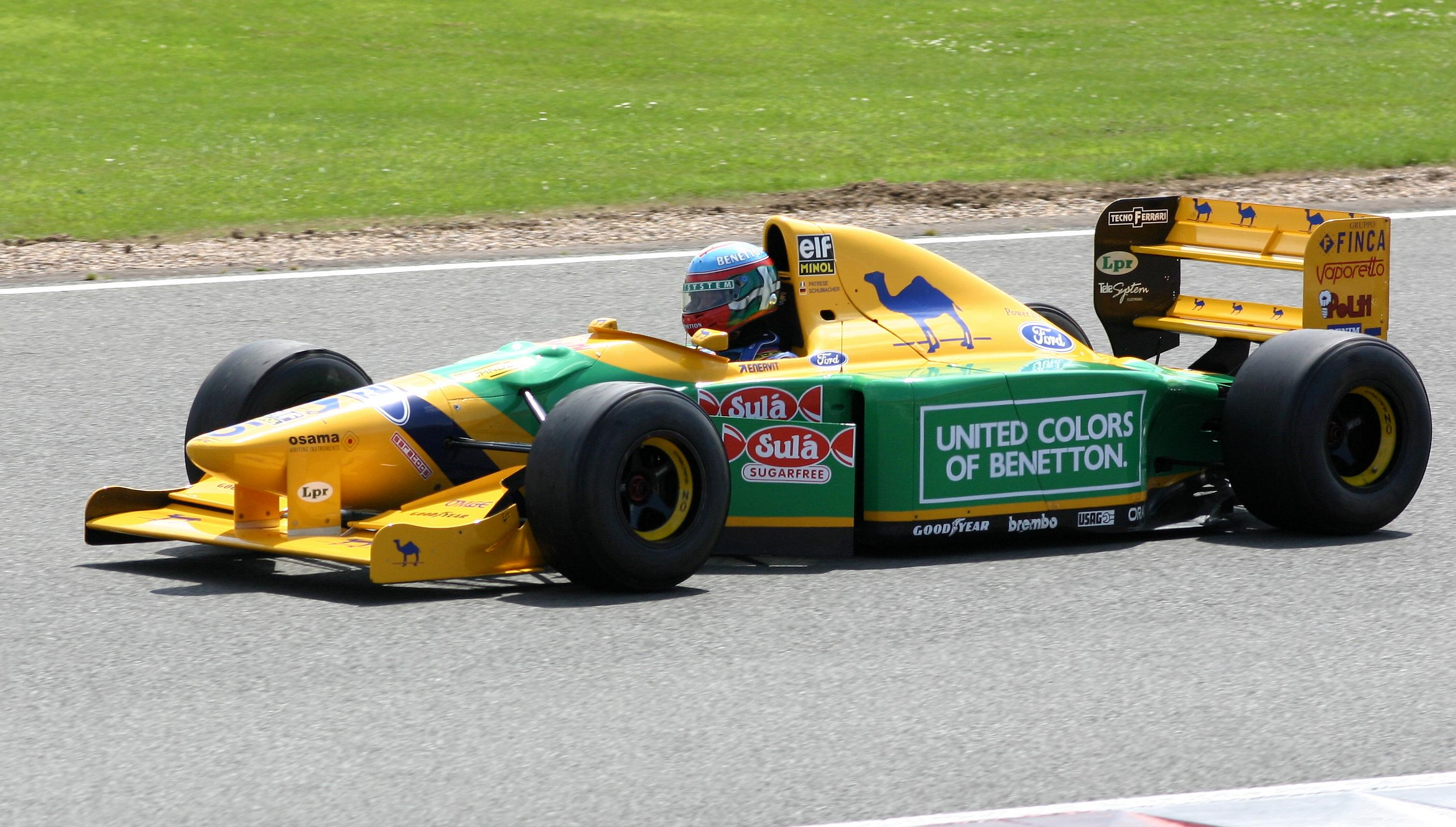
La Benetton B193 de Michael Schumacher en démonstration à Silverstone.

| Saison | Écurie              | Moteur                | Pneus    | Pilotes            | Courses | Courses | Courses | Courses | Courses | Courses | Courses | Courses | Courses | Courses | Courses | Courses | Courses | Courses | Courses | Courses | Points inscrits | Classement |
| Saison | Écurie              | Moteur                | Pneus    | Pilotes            | 1       | 2       | 3       | 4       | 5       | 6       | 7       | 8       | 9       | 10      | 11      | 12      | 13      | 14      | 15      | 16      | Points inscrits | Classement |
| ------ | ------------------- | --------------------- | -------- | ------------------ | ------- | ------- | ------- | ------- | ------- | ------- | ------- | ------- | ------- | ------- | ------- | ------- | ------- | ------- | ------- | ------- | --------------- | ---------- |
| 1993   | Camel Benetton Ford | Ford-Cosworth HBA7 V8 | Goodyear |                    | AFS     | BRÉ     | EUR     | SMR     | ESP     | MON     | CAN     | FRA     | GBR     | ALL     | HON     | BEL     | ITA     | POR     | JAP     | AUS     | 72              | 3e         |
| 1993   | Camel Benetton Ford | Ford-Cosworth HBA7 V8 | Goodyear | Michael Schumacher | Abd     | 3e      | Abd     | 2e      | 3e      | Abd     | 2e      | 3e      | 2e      | 2e      | Abd     | 2e      | Abd     | 1er     | Abd     | Abd     | 72              | 3e         |
| 1993   | Camel Benetton Ford | Ford-Cosworth HBA7 V8 | Goodyear | Riccardo Patrese   | Abd     | Abd     | 5e      | Abd     | 4e      | Abd     | Abd     | 10e     | 3e      | 5e      | 2e      | 6e      | 5e      | 16e     | Abd     | 8e      | 72              | 3e         |

Légende : ici